# Senegal-Kronenducker
Der Senegal-Kronenducker (Sylvicapra coronata) ist eine Art der Ducker (Cephalophini) innerhalb der Familie der Hornträger (Bovidae). Er kommt im Senegal, in Gambia, in Guinea-Bissau und im westlichen Guinea vor.

## Merkmale
Der Senegal-Kronenducker ist kleiner als der „eigentliche“ Kronenducker (Sylvicapra grimma), genaue Maße liegen jedoch nicht vor. Für einen Ducker ist er relativ schlank und hochbeinig. Das Fell ist leuchtend orangebraun bis gelbbraun gefärbt. Die mittlere Rückenbereich ist etwas dunkler mit einem Einschlag ins rötliche. Nur vereinzelte Haare haben schwarze Spitzen. Brust, Bauch und der obere Bereich der Innenseiten der Beine sind gelblich-weiß. Die Außenseiten der Beine zeigen die gleiche Färbung wie der Rumpf. Direkt oberhalb der Hufe ist das Fell dunkelbraun. Auf dem unteren Abschnitt der Vorderbeine befindet sich ein schmaler brauner Längsstreifen. Die Ohren sind kürzer als die des „eigentlichen“ Kronenduckers. Auf der Oberseite der Schnauze erstreckt sich ein tiefroter Streifen vom Maul bis zu den Augen. Oberhalb der Stirn befindet sich ein Büschel langer Haare. Nur die Männchen besitzen kleine, senkrecht stehende Hörner. Die Außenseite des Schwanzes ist dunkelbraun bis schwärzlich.
Die Zahnformel lautet: {\displaystyle {\frac {0.0.3.3}{3.1.3.3}}}.

## Lebensraum und Lebensweise
Der Senegal-Kronenducker lebt in Waldsavannen und in Gegenden, in denen Savannen und kleine Wälder mosaikartig verteilt sind. Diese Gebiete werden oft von Bäumen der Gattung Isoberlinia dominiert. Wichtig für die Art ist ausreichende Deckung in hohen Gräsern oder verholzter Vegetation. Die Populationsdichten im Verbreitungsgebiet sind nur gering. Im Nationalpark Niokolo-Koba im Südosten des Senegal wird sie auf maximal zwei Exemplare pro Quadratkilometer geschätzt. Über die Ernährung, die Aktivitätsmuster, die Fortpflanzungsbiologie und eventuelle Wanderungsbewegungen der Art liegen keine genaueren Informationen vor.

## Systematik
Der Senegal-Kronenducker wurde 1842 durch den britischen Zoologen John Edward Gray unter der Bezeichnung Cephalophora coronata erstmals wissenschaftlich beschrieben. Er galt lange Zeit als Unterart des „eigentlichen“ Kronenduckers (Sylvicapra grimma). Bei einer Revision der Hornträger, die Colin Peter Groves und Peter Grubb im Jahr 2011 vorlegten, wurden die Antilope in den Artstatus erhoben. Kingdon und Mitautoren sehen den Senegal-Kronenducker weiterhin als Unterart des Kronenduckers an, räumen jedoch ein, dass er auch als eigenständige Art betrachtet werden kann.

## Gefährdung
Der Senegal-Kronenducker kommt noch in den meisten Gebieten seines ehemaligen Verbreitungsgebietes vor, allerdings ist die Populationsdichte wesentlich geringer als ursprünglich. In Gambia und Guinea-Bissau ist er inzwischen selten, in Guinea noch häufig. Im Senegal soll es noch 2000 Exemplare geben. Er kommt auch in verschiedenen Schutzgebieten vor. Hauptbedrohungen für die Art ist die Jagd und der Verlust des Lebensraums.